# Vestkyststien

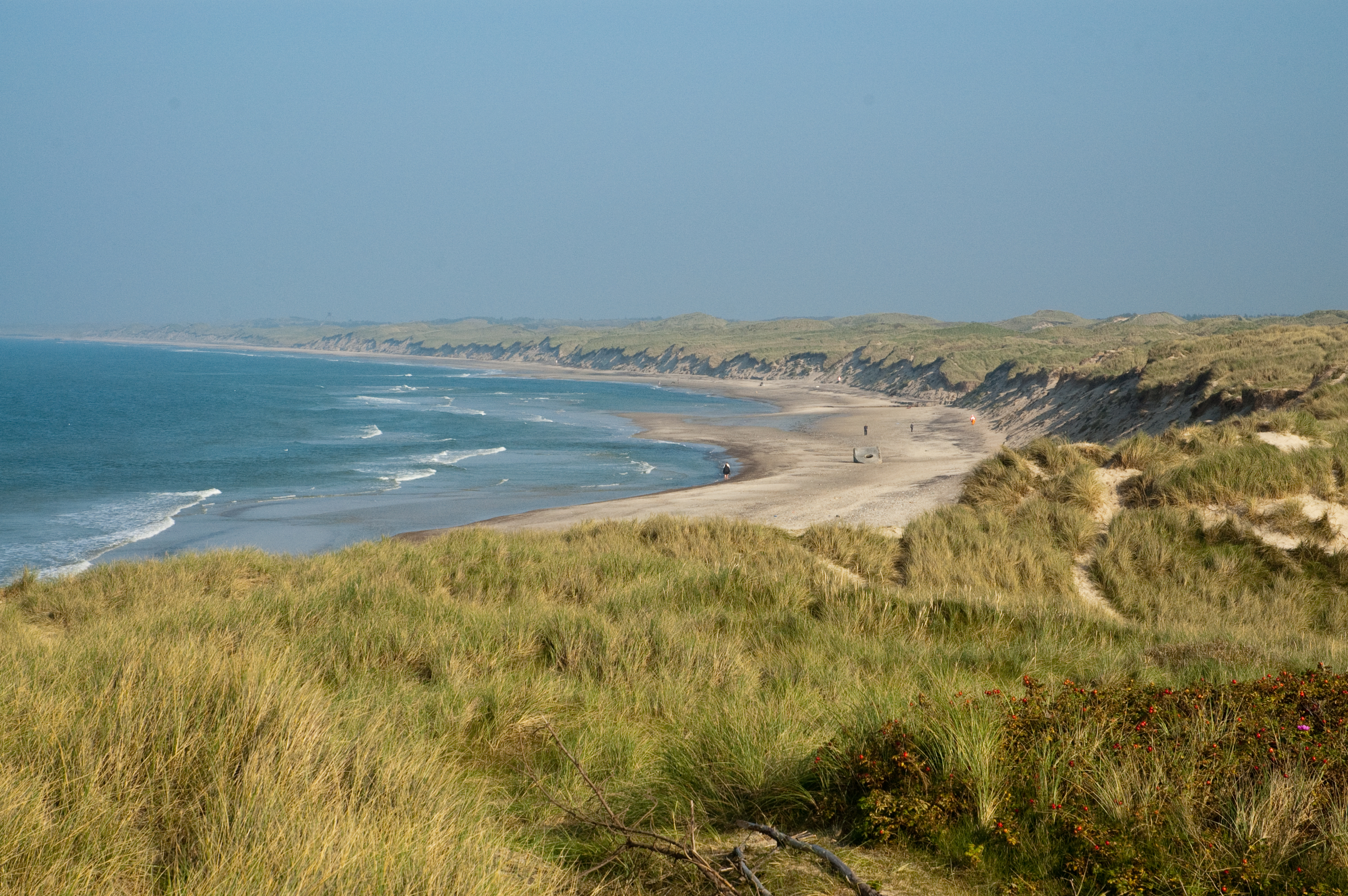

Vestkysttien (Deens voor "Westkustpad") is een gemarkeerd langeafstandswandelpad in Denemarken in Jutland. De bewegwijzerde route is een inititatief van Naturstyrelsen en is 80 kilometer lang. De route van Agger naar Bulbjerg loopt onder andere door Nationaal Park Thy.